# Luchthaven Toncontín
Luchthaven Toncontín (Aeropuerto Internacional Toncontín) is de civiele en militaire luchthaven van de hoofdstad Tegucigalpa van Honduras.
Het vliegveld beschikt over één landingsbaan van 2.021 meter lengte, op 1033 meter boven zeeniveau, te midden van gebergte dat heeft bijgedragen aan de reputatie van het vliegveld als een van de gevaarlijkste ter wereld. Alle verbeteringen voor de veiligheid ten spijt is men er nog niet in geslaagd om het vliegveld ook voor de omwonenden geheel veilig te maken.  Na de luchthaven Lukla in Nepal geldt Toncontín als de gevaarlijkste luchthaven ter wereld.
Een drukke verkeersweg liep zo dicht langs de landingsbaan dat het verkeer met stoplichten moest worden tegengehouden wanneer er een vliegtuig in aantocht was. Deze weg werd in 2004 gesloopt. Tot mei 2009 had de landingsbaan zelfs maar een lengte van 1.863 m. Aan de zuidzijde werd 300 m extra baan aangelegd zodat in 2011 de baanlengte officieel verlengd kon worden tot 2.021 m met een breedte van 45 m.
In 2014 ontving de luchthaven 617.526 passagiers, en waren er 22.714 vliegbewegingen. American Airlines vliegt op Toncontín vanuit Miami, United Airlines vanuit Houston en Delta Airlines vanuit Atlanta. De luchthaven wordt ook aangedaan door onder meer Copa Airlines en TACA Airlines en Hondurese maatschappijen als Aerolíneas Sosa, Avianca Honduras, CM Airlines en EasySky.